# Energia (album)
Energia – debiutancki album hardcore punkowego zespołu Schizma, wydany w 1994 przez niezależną wytwórnię Nikt Nic Nie Wie z Nowego Targu. Był dystrybuowany w formacie kasety magnetofonowej w cenie około jednego dolara amerykańskiego.
Utwory opublikowane na albumie pochodzą z lat 1989–1993 i według oświadczenia zespołu stanowiły rodzaj podsumowania jego działalności z tego okresu. Materiał został nagrany w kwietniu 1993 w Bydgoszczy w studiu Wojciecha Chudzińskiego.

## Lista utworów
Strona A
1. "Memento mori" – 1:09
2. "Krajobraz środka" – 3:11
3. "Następny proszę" – 3:35
4. "Wielkie nic" – 2:40
5. "Wesołe miasteczka" – 3:02
6. "Nigdy więcej" – 1:39

Strona B
7. "To nie jest piosenka o Hawajach" – 2:48
8. "Tunel" – 5:58
9. "Bo miłość jest jak ślina wilgotną" – 3:03
10. "RAP" (cover utworu "My Woman Has Gone" zespołu R.A.P.) – 3:31

## Twórcy
Skład grupy
- Piotr „Salem” Salemski – śpiew[1]
- Mirosław „Bobas” Pierzynkiewicz – gitara elektryczna, śpiew[1]
- Łukasz „Łuki” Niedźwiecki – gitara basowa, śpiew[1]
- Jarosław „Monter” Mątewski – perkusja[1]

Inni
- Krzysztof „Model” Kornacki – menedżer
- Marcin „Martin Eden” Kornacki – menedżer
- Wojciech Chudziński – realizacja, miksowanie[1]
- „Karpus”, „Drzycim” – projekt okładki[1]